# 循環呼吸
循環呼吸（じゅんかんこきゅう）は、管楽器の奏法の一つである。呼吸の間も絶え間なく口から空気を吐き出すことによって息継ぎの無音時間をなくす演奏技法である。循環呼吸は、クラシック音楽では特殊奏法とされるが、民族音楽においては北アフリカから中近東、アジア全域に見られ、特にオーストラリアのアボリジニがディジュリドゥを循環呼吸で演奏するのはよく知られている。また、ジャズ奏者には、クラシック奏者よりも循環呼吸を用いる者が多い。現代音楽はそれを想定して作られた作品も多く、徐々に演奏可能な奏者が増えてきている。現代音楽では、トランペット、トロンボーン、テューバ、オーボエ、フルート奏者などに用いる者が多い。
循環呼吸の公式記録はサクソフォーン奏者のケニー・Gによる45分47秒（1997年）で、ギネスブックに登録された。非公式にはジャズ・サクソフォーン奏者のローランド・カークによる2時間21分が最高記録といわれている。
循環呼吸の習得は、適切な手順を踏めば困難ではないが、美しく演奏できるようになる実用レベルまでには数ヶ月から数年の期間を要する。

## 原理
- 鼻で吸い、口で吐く。
- 鼻で吸っている間は、頬または喉に溜めておいた空気を吐き出すことで吐息を持続させる。

## 方法
- 息を吐いている状態で頬を膨らませ、その部分に空気を蓄える。
- 膨らんだ頬を元に戻す力を用いて、中の空気を押し出す。
- 押し出している時間を利用し、鼻で空気を肺に取り入れる。
- 喉奥の弁を切り替え、肺から頬に空気を移す。

(ピストンエンジンの動作をイメージするとわかりやすい)

### アボリジニの方法
- 息を吐いている状態で頬を膨らませ、その部分に空気を蓄える。
- 膨らんだ頬をそのまま保ち、喉の息を出す
- 喉の息を出している時間を利用して、鼻で息を吸う。
頬を膨らませるのは、支えを得るためである（息が一瞬でなくならないよう）。

## 演奏上の効果
- 長い音符や呼吸タイミングの困難なフレーズを一息で演奏できる。
- 技術次第では、数分間にわたる曲の演奏も可能となる。

## 練習時の注意点
- 呼吸法そのものよりも、タンギングや口腔内の切り替えに労力を費やす。
- 一時的にアンブシュアが変わりやすくなるため、注意しなければならない。
- 鼻で取り入れた空気を出す際は、それまでの空気の勢いが変わってしまったり、音が途切れてしまってはいけない。ここが初心者にとっては一番難しいポイントである。